# 切里鎮區 (明尼蘇達州聖路易斯縣)
切里鎮區（英語：Cherry Township）是位於美國明尼蘇達州聖路易斯縣的一個行政鎮區。

## 地方資料
切里鎮區的面積為86.86平方千米，當中陸地面積為85.42平方千米，而水域面積為1.44平方千米。根據2020年美國人口普查的數據，當地共有人口839人，而人口密度為每平方千米9.66人。